# Bouchagroune
Bouchagroune (em árabe: بوشقرون) é uma cidade e comuna localizada na província de Biskra, Argélia. Segundo o censo de 2008, a população total da cidade era de 13 124 habitantes.